# Repülőtéri illeték
A repülőtéri illeték olyan díjforma, melyet repülőjegy vásárlásakor számolnak fel. Az illetéket az út folyamán érintett repülőtereken található szolgáltatások fenntartására (például biztonsági szolgálat, repülőgép-karbantartás és -javítás) fizettetik ki, ezen felül üzemanyag-pótdíjat és biztosítási díjat is foglalhat magában. Érintett repülőtér lehet az induló és célállomás, ezenfelül az útközben érintett, illetve átszálló repülőterek.
Ezeket a terheket alapvetően az utasnak kell fizetnie. Ezen kívül jegyvásárláskor a kezelési költség is hozzáadódik.

## Külső hivatkozások
- Repülőjegy.lap.hu - linkgyűjtemény
- Repülőtér.lap.hu - linkgyűjtemény